# مانوئل سائنس
مانوئل سائنس (اسپانیایی: Manuel Sáenz‎؛ زادهٔ ۲۱ ژانویهٔ ۱۹۴۸) بازیکن بسکتبال اهل مکزیک بود. وی در بازی‌های المپیک تابستانی ۱۹۷۶ شرکت کرده‌است.